# Prix Rosenstiel
Le prix Lewis S. Rosenstiel est un prix de médecine qui récompense une œuvre remarquable dans la recherche médicale fondamentale. Le prix est décerné par l'université Brandeis. Il est doté de 30 000 $ et accompagné d'une médaille.

## Description
Le prix a été créé en 1971 « comme expression de la conviction que les établissements d'enseignement ont un rôle important à jouer dans l'encouragement et le développement de la science fondamentale appliquée à la médecine ».
Les médailles sont décernées chaque année à l'Université Brandeis sur la base des recommandations d'un panel de scientifiques sélectionnés par le Rosenstiel Basic Medical Sciences Research Center. Les prix sont décernés à des scientifiques pour des découvertes récentes « d'originalité particulière et importants pour la recherche médicale fondamentale ».
Le Rosenstiel Basic Medical Sciences Research Center (Centre de recherche en sciences médicales fondamentales Rosenstiel), du nom de Lewis Solon Rosenstiel, a été créé en 1968 et mène des recherches en sciences médicales fondamentales.

## Récipiendaires
Source : Université Brandeis
- 2022 Christine Holt et Erin Schuman
- 2021 Robert H. Singer
- 2020 Katalin Karikó et Drew Weissman
- 2019 David Julius et Ardem Patapoutian
- 2018 Stephen C. Harrison
- 2017 Titia de Lange
- 2016 Susan Lindquist
- 2015 Yoshinori Ohsumi
- 2014 Frederick Alt
- 2013 Winfried Denk, David Tank et Watt W. Webb
- 2012 Stephen J. Elledge
- 2011 Nahum Sonenberg
- 2010 C. David Allis et Michael Grunstein
- 2011 Nahum Sonenberg,
- 2010 C. David Allis et Michael Grunstein
- 2009 Jules Hoffman et Ruslan Medzhitov
- 2008 John Gurdon, Irving Weissman et Shinya Yamanaka
- 2007 F.-Ulrich Hartl et Arthur L. Horwich
- 2006 Mary F. Lyon, Davor Solter et Azim Surani
- 2005 Martin Chalfie et Roger Y. Tsien
- 2004 Andrew Z. Fire, Craig C. Mello, Victor Ambros et Gary Ruvkun
- 2003 Masakazu Konishi, Peter Marler et Fernando Nottebohm
- 2002 Ira Herskowitz
- 2001 Joan A. Steitz
- 2000 Peter B. Moore, Harry F. Noller, Jr. et Thomas A. Steitz
- 1999 Roderick MacKinnon
- 1998 Elizabeth Blackburn et Carol Greider
- 1997 H. Robert Horvitz et John E. Sulston
- 1996 Richard Axel, Linda B. Buck et A. James Hudspeth
- 1995 Thomas D. Pollard et James A. Spudich
- 1994 Robert G. Roeder et Robert Tjian
- 1993 James E. Rothman et Randy Schekman
- 1992 Paul Nurse et Leland H. Hartwell
- 1991 David Botstein, Raymond L. White et Ronald W. Davis
- 1990 Richard Henderson et Peter Nigel Tripp Unwin
- 1989 Christiane Nüsslein-Volhard et Edward B. Lewis
- 1988 Sidney Altman et Thomas R. Cech, f
- 1987 Shinya Inoué
- 1986 Harland G. Wood
- 1985 Seymour Benzer et Sydney Brenner
- 1984 Donald D. Brown et Robert L. Letsinger
- 1983 Eric R. Kandel et Daniel E. Koshland, Jr.
- 1982 Keith R. Porter et Alexander Rich
- 1981 Stanley Cohen, Rita Levi-Montalcini et Gordon H. Sato
- 1980 Elias J. Corey, Bengt I. Samuelsson et Frank H. Westheimer
- 1979 Howard Green et Beatrice Mintz
- 1978 César Milstein
- 1977 Barbara McClintock
- 1976 Peter D. Mitchell
- 1975 Bruce Ames, James A. Miller et Elizabeth C. Miller
- 1974 Arthur B. Pardee et H. Edwin Umbarger
- 1973 H. Ronald Kaback et Saul Roseman
- 1972 Boris Ephrussi
- 1971 David H. Hubel et Torsten N. Wiesel

## Voir également
- École Rosenstiel des sciences marines et atmosphériques
- Histoire des Juifs de Cincinnati
- Frederick A. Johnson
- Roy Cohn
- Liste des prix de médecine